# 클라크 부부와 퍼시
⟪클라크 부부와 퍼시⟫(Mr and Mrs Clark and Percy)는 영국의 미술가 데이비드 호크니가 그린 회화이다. 1970년에서 1971년 사이에 그려진 이 그림은, 갓 결혼한 패션 디자이너 아시 클라크(Ossie Clark)와 직물 디자이너 실리아 버트웰(Celia Birtwell), 그리고 클라크 무릎 위의 고양이를 묘사한다. 그림에 그려진 흰 고양이이의 이름은 블랜치(Blanche)였고 퍼시는 다른 고양이였으나 호크니는 퍼시가 더 나은 제목이라고 생각하였다.

## 배경
이 작품은 호크니가 1968년부터 작업한 2인 초상화 시리즈의 일부이다. 호크니와 클라크는 1961년 맨체스터에서 만난 뒤로 친구가 되었으며, 호크니는 1969년 클라크가 버트웰과 결혼할 때 들러리를 섰다. 호크니는 1969년부터 그로잉을 하거나 사진을 찍으며 준비 작업을 하였고, 작품은 1970년부터 1971년까지 제작하였다.